# 28272 Mikejanner
28272 Mikejanner è un asteroide della fascia principale. Scoperto nel 1999, presenta un'orbita caratterizzata da un semiasse maggiore pari a 2,2323399 UA e da un'eccentricità di 0,1684478, inclinata di 7,17929° rispetto all'eclittica.